# مالک بنجلول
مالک بنجلول (به سوئدی: Malik Bendjelloul) (۱۴ سپتامبر ۱۹۷۷ — ۱۳ مه ۲۰۱۴) کارگردان سوئدی بود. او بیشتر برای مستند «در جستجوی شوگرمن» شناخته می‌شود که برایش جایزه اسکار و بفتای بهترین مستند سال ۲۰۱۳ را به همراه داشت. در ۱۳ مه ۲۰۱۴ جسد او در استکهلم پیدا شد.

## زندگی‌نامه
مالک بنجلول در سپتامبر ۱۹۷۷ در شهر ایستد در جنوب سوئد متولد شده بود. پدرش یک پزشک متولد الجزایر و مادرش یک مترجم و نقاش سوئدی هستند. در کودکی در سریال تلویزیونی ابا و دیدریک بازی کرده بود و در دانشگاه لینه در رشته روزنامه‌نگاری و تولید رسانه تحصیل کرد.
او سپس به عنوان گزارشگر در شبکه تلویزیونی اس وی تی سوئد مشغول به کار شد ولی پس از مدتی از کار کناره گرفت و به سفر دور دنیا مشغول شد. در طول همین سفرها بود که به داستان «در جستجوی شوگرمن» رسید.
او همچنین چند مستند تلویزیونی دربارهٔ التون جان، راد استوارت، بیورک و کرافتورک، را کارگردانی کرده بود.
بنجلول با فیلم در جستجوی شوگرمن به شهرت رسید، فیلمی که برایش جایزه اسکار، جایزه بفتای بهترین مستند سال ۲۰۱۳، جایزه انجمن کارگردانان آمریکا، جایزه انجمن تهیه‌کنندگان آمریکا و جایزه انجمن نویسندگان بازیگران آمریکا را به ارمغان آورد. ایده مستند در جستجوی شوگرمن زمانی به ذهن بنجلول رسید که او کار خود در تلویزیون را رها کرد و راهی سفری به سراسر دنیا شد.
این فیلم که با بودجه‌ای کم ساخته شده بود، داستان دو مرد اهل آفریقای جنوبی است که به دنبال قهرمان خود در عالم موسیقی، رودریگز، خواننده آمریکایی دهه ۷۰ می‌گردند.
رودریگز معروف به «جیسس رودریگز»، خواننده موسیقی راک و فولک آمریکایی سال‌ها در کشور خودش ناشناخته مانده بود اما ناگهان در اواسط دهه هفتاد در بوتسوانا، زیمبابوه، استرالیا و آفریقای جنوبی، شهرت و محبوبیت زیادی یافت و به شخصیت اسطوره‌ای در میان هوادارانش بدل شد.
مالک بنجلول سال ۲۰۱۲ در گفتگو با بی‌بی‌سی گفته بود که واکنش‌ها به فیلمش «زیبا» بود: «آدم‌ها بلند می‌شدند و جیغ می‌کشیدند و گریه می‌کردند. واقعاً کلمه نمی‌شد برایش پیدا کرد.»
اما ساخت این مستند در نیمه کار به دلیل کمبود بودجه متوقف شده بود.
او این فیلم را طی پنج سال و به تدریج ساخت و حتی برخی از صحنه‌ها را با آی فون فیلمبرداری کرد.
آقای بنجلول گفته بود: «تولید این مستند به شیوه بی اندازه بدوی صورت گرفت. من آن را بدون هیچ پولی سر میز آشپزخانه در آپارتمانم در استکهلم ساختم.»
مالک بنجلول می‌گفت مصمم بوده این مستند را بسازد چون بهترین داستانی بود که در تمام عمرش شنیده بوده است. او می‌گفت احتمالاً بعد از این هم داستانی به این خوبی نخواهد شنید.
این فیلم در آمریکا به فروش ۳ میلیون و ۶۰۰ هزاردلاری دست یافت.
مایکل بارکر و تام برنارد از کمپانی سونی پیکچرز کلاسیک که توزیع این فیلم را بر عهده داشته گفته‌اند: 
از درگذشت مالک بن جلول بسیار متاسفیم. مالک مثل خود رودیگز فرد نابغه‌ای بود که برای روایت کردن داستان‌ها دور دنیا می‌چرخید. او به دنبال شهرت و پول و جایزه نبود.
مالک بنجلول، در ۱۳ مه ۲۰۱۴ در سن ۳۶ سالگی در شهر درگذشت. به گفته پلیس، جسد او روز سه شنبه در استکهلم کشف شده است. پلیس گفته است که نمی‌تواند دربارهٔ علت مرگ نظر قطعی بدهد ولی احتمال نمی‌دهد قتل صورت گرفته باشد. بگفتهٔ برادرش، علت مرگ او خودکشی ناشی از افسردگی بوده است.

## فیلم‌شناسی
- در جستجوی شوگرمن (۲۰۱۲)